# Balta komodensis
Balta komodensis är en kackerlacksart som beskrevs av Bei-Bienko 1965. Balta komodensis ingår i släktet Balta och familjen småkackerlackor. Inga underarter finns listade.